# رنگین‌ماهیان
رنگین‌ماهیان (نام علمی: Poeciliidae) نام یک تیره از راسته کپوردندان‌ماهی‌سانان است.